# Vương quốc Daju
Vương quốc Daju là một nền quân chủ thời Trung Cổ tồn tại ở Darfur, Sudan từ thế kỷ 12 đến thế kỷ 15. Tên gọi vương quốc bắt nguồn từ tên của nhóm sắc tộc cầm quyền cùng tên. Dân tộc Daju cuối cùng đã bị người Tunjur đánh bại, khiến vị vua cuối cùng của họ phải trốn chạy sang Tchad ngày nay. Các nguồn thông tin về vương quốc Daju gần như hoàn toàn được truyền miệng và được thu thập trong thế kỷ 19 và 20. Chúng cũng được đề cập bởi các nhà sử học Ả Rập thời Trung Cổ.

## Lịch sử
Dựa trên truyền thống truyền miệng, người Daju di cư đến Darfur từ phía đông hoặc phía nam, rất có thể là vùng Shendi ở Nubia. Các ngôn ngữ Daju có sự tương đồng lớn với tiếng Nobiin, chia sẻ chung từ 10 đến 25% vốn từ vựng. Nhà nghiên cứu Arkell tuyên bố rằng đồ gốm Daju hầu như không có sự khác biệt với các sản phẩm được chế tác ở Vương quốc Kush cổ. Khi đến Darfur, người Daju có lẽ đã thay thế văn hóa Tora địa phương.
Sau khi kiến lập vương quốc ở phía nam Jebel Marra, người Daju thiết lập ảnh hưởng lên các khu vực lân cận ở phía nam và đông nam. Từ thế kỷ thứ 12, họ bắt đầu được một số nhà sử học Ả Rập đương thời nhắc đến. Đầu tiên là al-Idrisi đến từ Sicilia, đã ghi chép vào năm 1154 rằng Vương quốc Daju, nằm giữa các vương quốc Kanem và Nubia, đã phát triển mạnh mẽ. Bị cho là kāfir ("người ngoại đạo"), người Daju trở thành đối tượng tấn công của các quốc gia Hồi giáo láng giềng. Ông cũng tuyên bố rằng trên thực tế họ là những người du mục nuôi lạc đà, chỉ sống trong hai thị trấn tên là Tajuwa và Samna. Thị trấn thứ hai mà theo ông tuyên bố về sau bị phá hủy bởi một thống đốc người Nubia.
Hơn một thế kỷ sau, Ibn Sa'id ghi lại rằng người Daju đã bị Hồi giáo hóa một phần, đồng thời nói thêm rằng họ đã trở thành chư hầu của Kanem. Arkell giả định rằng Kanem không chỉ hợp nhất Darfur vào thời điểm này, mà còn mở rộng lãnh thổ đến tận phía đông, tại Thung lũng sông Nin. Đế chế rộng lớn này bắt đầu sụp đổ sau cái chết của Dunama Dabbalemi. Dù vậy, lý thuyết này vẫn còn gây tranh cãi. Al-Maqrizi, sống vào cuối thế kỷ 14 và đầu thế kỷ 15, đồng ý với quan điểm của Ibn Sa'id. Ông cũng bổ sung rằng người Daju chế tác đồ vật bằng đá và tiến hành chiến tranh chống lại một bộ tộc vô danh khác tên là Watkhu.
Vào thế kỷ 15, người Tunjur đặt chân đến Darfur, định cư ở vùng phía bắc Jebel Marra và cai trị đồng thời với người Daju một thời gian. Cuối cùng, họ đã nắm hoàn toàn quyền lực dù không rõ trong hoàn cảnh nào, khiến vị vua Daju cuối cùng, tên được ghi nhận chủ yếu theo truyền thống địa phương là Ahmad al-Daj, phải chạy trốn đến Tchad ngày nay, nơi những người kế vị ông xưng là sultan của Dar Sila. Những người Daju ở Dar Sila ngày nay cho rằng tổ tiên họ đã di cư từ Darfur đến Tchad vào thế kỷ 18, nhưng điều này thiếu chính xác vì quá muộn nếu xét về mặt lịch sử. Thay vào đó, Balfour Paul cho rằng cuối thế kỷ 15 là thời điểm thích hợp hơn.

## Cai trị
Rene Gros tin rằng vương quốc Daju khá nguyên thủy trong việc tổ chức, chủ yếu dựa vào sự kiểm soát của quân đội. Chỉ đến khi người Tunjur cai trị, tổ chức nhà nước phức tạp mới bắt đầu xuất hiện. Triều đại Daju không được đánh giá tích cực trong lịch sử Darfur vì nó bị coi là một nhà nước chuyên chế. Theo dân chúng địa phương, vua Daju là những kāfir ("người ngoại đạo"), thiếu hiểu biết và là những kẻ đột kích của vùng đồng bằng bên ngoài Jebel Marra. Có thể các vị vua Daju có vị trí linh thiêng. Nhà vua sẽ không thể hiện mình trước công chúng và ông ta sẽ được cho là có khả năng ma thuật. Danh hiệu của nhà vua có lẽ là Bugur, một biến thể của thuật ngữ Daju hiện đại Buge ("sultan/tù trưởng"). Mỗi vị vua có cung điện nguy nga được xây cho riêng mình. Sau khi băng hà, các vị vua Daju có thể đã được chôn cất gần vùng hồ Dereiba trên đỉnh Gebel Marra, từng là địa điểm hành hương và hoạt động nghi lễ tiên tri cho đến thế kỷ 20.

## Quan hệ thương mại và văn hóa với Nubia cổ

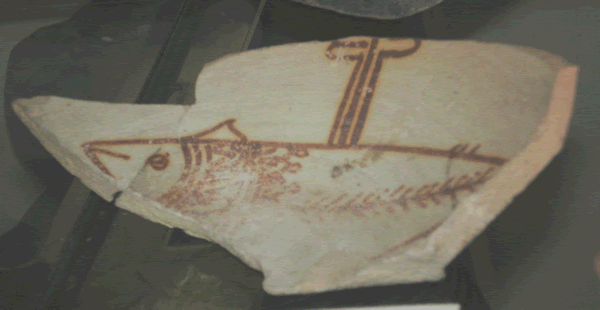
Một trong hai mảnh gốm Nubia được cho là phát hiện ở Ain Farah.

Vào thế kỷ thứ 12, thương nhân Do Thái Benjamin xứ Tudela đã ghi chép về việc vương quốc Alodia của người Nubia duy trì một mạng lưới giao dịch thương mại có điểm cuối ở Zwila, Libya, cho thấy rằng con đường thương mại đã đi qua Darfur. Hai mảnh gốm mang hình ảnh Thiên chúa (Ichthys) ở Nubia, được chế tác vào khoảng từ giữa thế kỷ thứ 6 đến năm 1100, được cho là phát hiện ở Ain Farah. Có ý kiến cho rằng các khía cạnh của văn hóa Nubia thời Trung Cổ, ví dụ như việc sử dụng ví tiền trong tài sản của vua chúa, đã được truyền đến bồn địa Tchad qua khu vực Darfur.